# Andrzej Kempiński
Andrzej Maria Kempiński (ur. 9 października 1947 w Ostrowie Wielkopolskim) – filolog polski i historyk starożytności. 

## Życiorys
Uczestnik wydarzeń w 1968 w Poznaniu (represjonowany), w 1973 uzyskał tytuł magistra filologii polskiej, w 1992 doktora nauk humanistycznych w zakresie historii na podstawie rozprawy Pochodzenie Frygów i zagadnienie ich obecności w południowej części Półwyspu Bałkańskiego (promotor prof. Włodzimierz Pająkowski). 7 lutego 2005 habilitował się na podstawie rozprawy Ze studiów nad dziejami i kulturą ludów indoeuropejskich. Bałkany - Azja Mniejsza - Kaukaz z nauk humanistycznych na Uniwersytecie im. Adama Mickiewicza w Poznaniu. W latach 1973–1992 był nauczycielem języka polskiego w Szkole Podstawowej nr 18 w Poznaniu (jego uczniami byli m.in. Dariusz Matelski i Mariusz Sabiniewicz), od 1992 jest wykładowcą Akademii Muzycznej w Poznaniu (od 2005 profesor uczelni, prorektor).

## Publikacje
Autor ponad stu prac naukowych, w tym encyklopedycznych publikacji książkowych:
- Słownik mitologii ludów indoeuropejskich, Wyd. SAWW (Poznań 1993)
- Encyklopedia mitologii ludów indoeuropejskich, Wyd. Iskry (Warszawa 2001)
- Ilustrowany leksykon mitologii wikingów, Wyd. Kurpisz (Poznań 2007)